# Dasypus guianensis
Dasypus guianensis ist eine Art der Langnasengürteltiere. Sie kommt im nordöstlichen Südamerika vor und bewohnt dort die tropischen Regenwälder des Berglands von Guayana und des nördlichen Amazonasbeckens. Es handelt sich um einen mittelgroßen Vertreter aus der näheren Verwandtschaft des Neunbinden-Gürteltiers. Wie dieses weisen die Tiere neun bewegliche Bänder zwischen den starren Teilen des Rückenpanzers auf. Unterschiede bestehen hauptsächlich in der Schädelgestaltung, so etwa in der besonders großen Ausprägung der Stirnhöhlen. Die Lebensweise ist weitgehend unerforscht. Ursprünglich wurden die Tiere dem Neunbinden-Gürteltier zugesprochen. Genetische Analysen aus den 2010er Jahren ergaben aber eine frühe Abspaltung von dessen Linie. Aufgrund dessen wurde die Population des nordöstlichen Südamerikas im Jahr 2024 in den Artstand erhoben. Über die Gefährdungslage sind keine Informationen verfügbar.

## Merkmale

### Habitus
Dasypus guianensis ist ein mittelgroßer Vertreter der Langnasengürteltiere. Er ähnelt äußerlich dem Neunbinden-Gürteltier (Dasypus novemcinctus), ist aber mit einer Gesamtlänge von 79,0 bis 94,5 cm und einem Durchschnittswert von 85,9 cm größer als dieses. Der Schwanz wird 33,9 bis 46,0 cm lang (im Mittel 39,6 cm), das Körpergewicht variiert von 5,6 bis 6,5 kg. Wie alle Gürteltiere besitzt Dasypus guianensis einen Rückenpanzer bestehend aus je einem starren Schulter- und Beckenschild, zwischen denen sich entsprechend dem Neunbinden-Gürteltier acht bis neun bewegliche Bänder befinden. Der Panzer setzt sich aus kleinen Knochenplättchen zusammen, auch Osteoderme genannt, die in Reihen angeordnet sind. Der Rückenschild ist mit rund 15,0 cm Länge etwa 35 % größer als der Schulterschild, der etwa 9,2 cm misst. In der Regel weist der Panzer eine dunkelbraune Färbung auf, die zu den Rändern ins Gelbliche übergeht. Der Schwanz ist von 13 bis 14 konzentrischen Ringen aus Osteodermen bedeckt, die mit einer Gesamtlänge von 26,8 cm gut 40 bis 50 % der Schwanzlänge einnehmen. Der konische Kopf mit langer, röhrenförmiger Schnauze trägt auf der Stirn ebenfalls einen Schildpanzer von gut 10,4 cm Länge. Die Ohren sind ebenfalls spitz kegelförmig bei einer Länge von 4,5 bis 5,5 cm. Die Gliedmaßen enden vorn in vier, hinten in fünf Zehen, jeweils ausgestattet mit kräftigen Krallen. Die Hinterfußlänge beträgt 7,5 bis 11,0 cm.

### Skelettmerkmale
Der Schädel wird 9,7 bis 12,6 cm lang und am Hirnschädel 3,0 bis 3,8 cm breit. Die Jochbögen kragen 4,0 bis 5,4 cm auseinander. Insgesamt ist er konisch geformt mit einem lang ausziehenden, vorn aber stumpf endenden Rostrum. Hinter den Orbita zieht der Schädel auf 2,2 bis 2,9 cm Breite ein. In der Seitenansicht zeigt sich die Stirnlinie aufgewölbt. Dies resultiert aus stark erweiterten Stirnhöhlen im Stirnbein, vor allem im hinteren Abschnitt („caudale Stirnhöhle“). Weitere anatomische Besonderheiten finden sich in einem verlängerten Mittelkieferknochen und einem ebensolchen Oberkiefer. Die Sutur beider Knochen liegt hinter den vorderen Öffnungen des Gaumens. Des Weiteren ist der Gaumen selbst rechteckig mit leicht ausschwingenden Längskanten. Er endet hinter dem Abschluss der Zahnreihe. Das Tränenbein ist zudem groß. Wie bei allen Gürteltieren unterscheidet sich das Gebiss von den meisten anderen Säugetieren. Die Zähne sind molarenartig gestaltet. Je Kieferabschnitt kommen sowohl unten als auch oben sieben bis neun derartiger Zähne vor, insgesamt also 28 bis 36. Die obere Zahnreihe misst 2,2 bis 3,1 cm in der Länge, die untere 2,2 bis 3,3 cm. Der Unterkiefer ist wiederum 7,7 bis 10,1 cm lang. Er hat eine schlanke Form, einen hochaufragenden, nach hinten geneigten Kronenfortsatz sowie einen kurzen Gelenkfortsatz.

## Verbreitung und Lebensraum

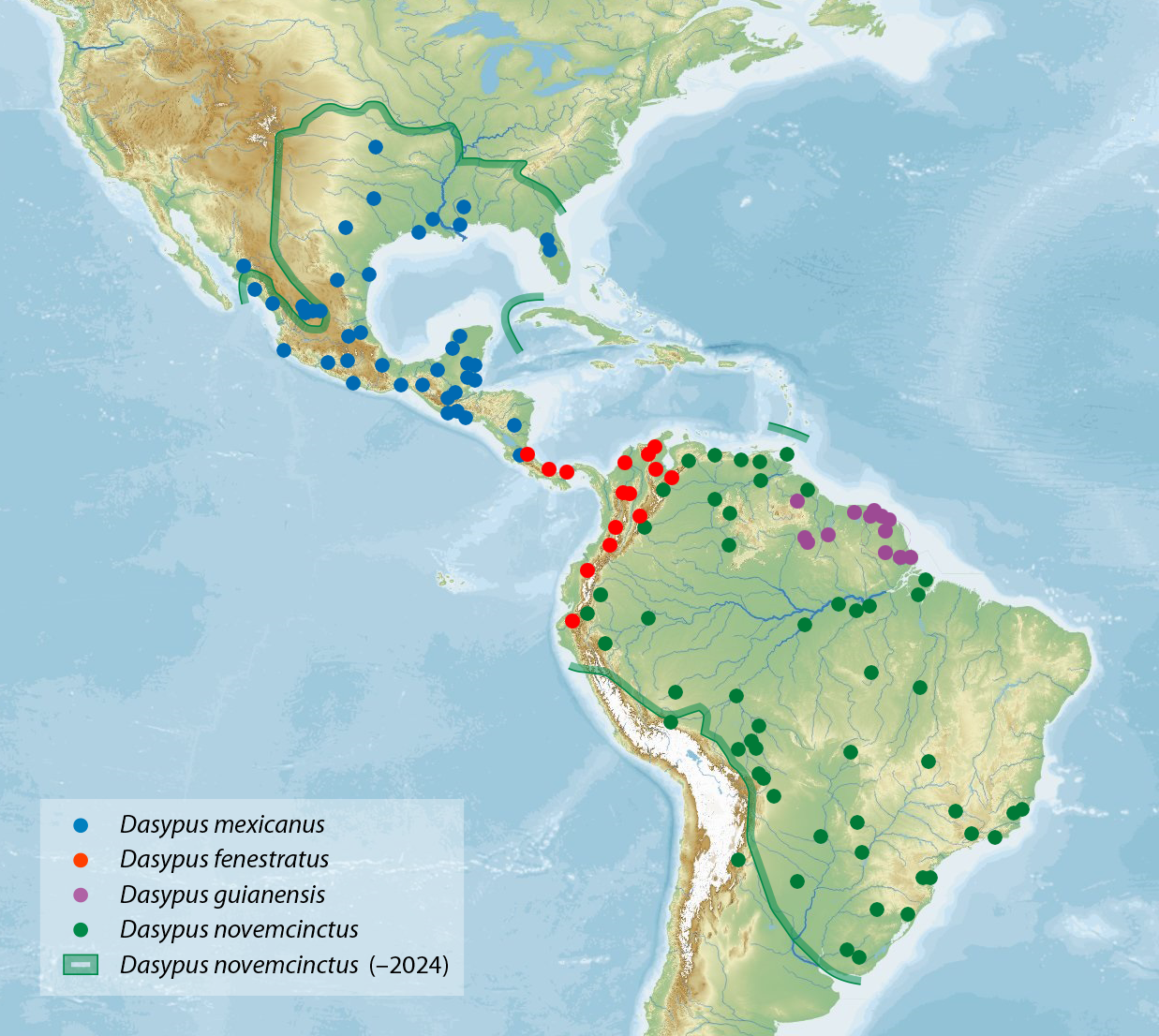
Verbreitungsgebiet des Neunbinden-Gürteltier-Artkomplexes, das Vorkommen von Dasypus guianensis ist violett markiert

Dasypus guianensis kommt im nordöstlichen Südamerika vor. Das Verbreitungsgebiet erstreckt sich vom Bergland von Guayana südwärts bis in das nördliche Amazonasbecken. Die südliche Grenze wird am Amazonas, die westliche am Rio Negro erreicht. Die Tiere bewohnen vor allem tropische Regenwälder und besiedeln dabei sowohl Primär- als auch Sekundärwälder mit trockenem oder sumpfigem Untergrund.

## Lebensweise
Die Lebensweise von Dasypus guianensis ist weitgehend unerforscht, sie sollte aber der des Neunbinden-Gürteltiers und des Mexikanischen Neunbinden-Gürteltiers (Dasypus mexicanus) ähneln. Die Tiere sind nachtaktiv, treten aber unter Umständen auch kurz vor der Abenddämmerung auf. Alle bisher beobachteten Individuen wurden allein angetroffen.

## Systematik
Dasypus guianensis ist eine Art aus der Gattung der Langnasengürteltiere (Dasypus). Der Gattung werden noch insgesamt wenigstens acht weitere Vertreter zugesprochen. Die Langnasengürteltiere wiederum gehören zur Gruppe der Gürteltiere (Dasypodia) und bilden innerhalb derer die eigene Familie der  Dasypodidae. Die Familie ist als rezent monotypisch anzusehen, mit Stegotherium und Propraopus sind allerdings noch einige weitere Fossilformen bekannt. Molekulargenetische Untersuchungen befürworten eine Trennung der Dasypodidae von der Linie der anderen Gürteltiere, die allesamt in der Familie der Chlamyphoridae zusammengefasst werden, im Mittleren Eozän vor rund 45 Millionen Jahren. Eine stärkere Aufspaltung der Langnasengürteltiere fand dann ab dem Mittleren Miozän vor rund 10 Millionen Jahren statt. Hierbei bildeten sich drei größere Linien heraus, von denen eine zum Artkomplex um das Kappler-Gürteltier (Dasypus kappleri) führte, eine weitere den des Siebenbinden-Gürteltiers (Dasypus septemcinctus) umfasst und die dritte jenem des Neunbinden-Gürteltiers (Dasypus novemcinctus) inklusive des Pelzgürteltiers (Dasypus pilosus) entspricht. Letzterer Artengruppe ist auch Dasypus guianensis zuzurechnen. Der Artkomplex hat seinen Ursprung im Übergang vom Miozän zum Pliozän vor rund 5,14 Millionen Jahren. Den genetischen Analysen zufolge setzte sich die Linie von Dasypus guianensis als erstes im Verlauf des Pliozäns vor rund 3,95 Millionen Jahren ab. Die Gürteltierart bildet somit die Schwestergruppe zu allen anderen Vertretern aus der Verwandtschaft des Neunbinden-Gürteltiers. Der genetische Abstand liegt bei 3,9 bis 5,2 %.
Die Population aus dem Bergland von Guayana wurde ursprünglich dem Neunbinden-Gürteltier und hierbei weitgehend der Nominatform zugeschlagen. Erste genetische Untersuchungen aus dem Jahr 1999 wiesen dabei bereits auf eine höhere Variabilität der Tiere aus dem nordöstlichen Südamerika im Vergleich zu jenen aus Nordamerika hin. Dies ließ sich bei späteren Untersuchungen bestätigen, bei denen zudem eine bereits frühe Abtrennung der Population aus dem Bergland von Guayana von der Linie des Neunbinden-Gürteltiers festgestellt wurde. Die Autoren um Gillian C. Gibb postulierten daraus folgend einen eigenständigen Artstatus für die Tiere aus dem Bergland von Guayana. Ihre Besonderheit konnte des Weiteren auch auf anatomischer Basis, insbesondere im Bau des Schädels herausgearbeitet werden. Im Rahmen einer weiteren genetischen Studie zu den Langnasengürteltieren im Jahr 2019 befürworteten Anderson Feijó und Kollegen nicht nur die Anerkennung der Tiere aus dem Bergland von Guayana als eigenständige Art, sondern unterstrichen auch, dass das Neunbinden-Gürteltier keine monophyletische Gruppe bildete. Sie setzten die Aufspaltung allerdings vorerst nicht um. Dies geschah dann erst fünf Jahre später durch ein Arbeitsteam um Mathilde Barthe. Hierbei unterteilten sie das Neunbinden-Gürteltier in vier Arten und legten die wissenschaftliche Erstbeschreibung für Dasypus guianensis vor. Der Name wurde hierbei neu kreiert, da eine bereits im Jahr 1762 durch Mathurin-Jacques Brisson vergebene Bezeichnung Armadillo guianensis für die Tiere aus dem nordöstlichen Südamerika nach den Regularien der ICZN ungültig Ist. Als Holotyp wählten Barthe und Kollegen ein weibliches Individuum, das 1998 nahe des Petit-Saut-Staudamms in Französisch-Guayana aufgesammelt worden war. Das Gebiet bildet die Typuslokalität der Art. Der Artname verweist auf die Fundregion im Guayana-Gebiet.

## Bedrohung und Schutz
Dasypus guianensis wird gegenwärtig nicht von der IUCN als eigenständige Art geführt, sondern dem Neunbinden-Gürteltier zugeordnet. Der Gesamtbestand dieser umfassenden Art wird von der Naturschutzorganisation als nicht gefährdet eingestuft. Grund hierfür ist die weite Verbreitung, die angenommene große Population und ein nicht erkennbarer Rückgang der Bestandszahlen. In Französisch-Guayana wird die Gürteltierart teilweise zu Nahrungszwecken gejagt. Beim indigenen Volk der Wayãpi steht der Verzehr jedoch unter Tabu und ist lediglich älteren Personen vorbehalten. Regional kann Entwaldung den Bestand beeinträchtigen. Dasypus guianensis ist im Amazonaspark von Guayana präsent.